# Cirrochroa mithila
Cirrochroa mithila är en fjärilsart som beskrevs av Moore 1872. Cirrochroa mithila ingår i släktet Cirrochroa och familjen praktfjärilar. Inga underarter finns listade i Catalogue of Life.